# Inagh
 (mai 2019).
Inagh (prononcé en anglais : /ˈaɪnə/, en irlandais : Eidhneach « lierre ») est un village et une paroisse civile dans le comté de Clare, en Irlande. Il est situé à 14 kilomètres à l'ouest d'Ennis sur la rivière Inagh. Il contient les bourgs d'Inagh et de Cloonanaha.